# Tetranthus bahamensis
Tetranthus bahamensis là một loài thực vật có hoa trong họ Cúc. Loài này được Britton miêu tả khoa học đầu tiên năm 1907.